# Pál Budai
Pál Budai   (Budapest, 1906 - 1944) va ser un compositor jueu hongarès. Budai va ser un músic Cantorial que també va escriure música per a produccions de vodevil en yiddish.

## Biografia
Pál Budai va estudiar a l'Acadèmia de Música de Budapest del 1922 al 1928, els dos últims anys amb Zoltán Kodály. A principis de la dècada de 1930 va treballar com a director a l'École Normale Supérieure de París durant tres anys i mig. Budai va escriure un article a la revista Lebanon el 1937 i va demanar el desenvolupament d'una cultura musical d'ètnia jueva i una formació adequada per als cantors. Després que el règim antisemita Horthy va prohibir als jueus hongaresos participar en activitats culturals al públic en general el 1939, Budai es va involucrar en la vida cultural de l'organització cultural jueva Omike.
Budai va ser víctima de la persecució dels jueus a Hongria el 1944 i va morir el 1944 o el 1945.
Només han sobreviscut algunes obres de Budai: la suite per a dos pianos, des de la seva música de ballet fins a Babadoktor, un Rondino i les Sis peces curtes per a nens, publicades a París per Albert Neuburger a l'edició Senart el 1933. Encara no s'han tornat a trobar altres peces descrites el 1955 pel musicòleg Antal Molnár.A més de la música de ballet Babadoktor (El doctor de la nina), Molnar va esmentar dues peces per a violí, una de burlesque per a piano i una elegia i scherzo per a orquestra de corda.

## Publicacions
- La qüestió de la música d'església jueva, a: Libanon, 1937, S. 78–81
- In memoriam compositors hongaresos, víctimes de l'Holocaust. Budapest : Hungaroton Classic, 2008 (El CD conté obres de László Weiner; Pál Budai; Sándor Kuti; Gyrogy Justus; Elemér Gyulai; Vándor Sándor) WorldCat